# Chorus effect
El chorus (del inglés: coro) es el nombre que popularmente ha recibido el efecto de sonido generado físicamente por la interferencia de dos o más ondas sonoras con frecuencias ligeramente diferentes, las cuales se perciben como un todo (es decir, de manera unificada, como parte de la misma nota musical), no sintiendo desafinación entre ellas, que produzca una sensación de tensión. Es fácilmente reconocible al escuchar dos o más voces (o instrumentos musicales) cantando (o tocando) la misma melodía al unísono, como en un coro o en un ensamble de cuerdas frotadas. La analogía con el coro de voces le da el nombre característico a este efecto.
Este efecto produce una percepción y timbre particular. A través de la historia, diversas formas mecánicas, electro-mecánicas y electrónicas se han aplicado para conseguir este efecto, a fin de ser utilizado deliberadamente en composición, producción e interpretación musical.

## El efectochorusen instrumentos acústicos
Aunque la mayoría de los instrumentos musicales (incluyendo la voz humana) no pueden generar este efecto por sí mismos, algunos de ellos (particularmente, cordófonos cursados, es decir, que poseen grupos de dos o más cuerdas para una misma nota) pueden originarlo naturalmente. También algunos instrumentos de viento, como el órgano de tubos y el acordeón, son capaces de hacerlo.

### Piano
Al presionar las teclas en un piano, cada martillo (asociada a cada nota) golpea un curso de varias cuerdas afinadas al unísono (salvo en las cuerdas más graves). En un piano bien cuidado y correctamente afinado (esto es, asistido por un profesional), el efecto chorus está presente, pero es muy difícil de percibir: los márgenes de error de la afinación tienden a ser de muy pocos cents y el batimento que se alcanza es demasiado lento y sutil. No obstante, en un instrumento mal cuidado (como en los antiguos pianos honky-tonk), o que han sido "preparados" con diferentes objetos, el efecto puede ser fácilmente reconocible.

### Santur
En el caso del santur (y otros instrumentos relacionados, como el dulcémele), de manera similar al piano, un par de martillos especiales (uno por cada mano del ejecutante) golpea un curso de múltiples cuerdas afinadas al unísono. No obstante, dado que frecuentemente es el músico mismo (y no un profesional afinador, como se da en el caso del piano) quien afina su propio instrumento, los márgenes de error tienden a ser menos estrictos y el efecto chorus se percibe más intensamente.

### Guitarra de 12 cuerdas
A diferencia de la tradicional guitarra de 6 cuerdas (y derivadas, como las de 7 y de 8 cuerdas), la guitarra de 12 cuerdas reemplaza cada una por cursos pareados: en total, cuatro octavados y dos al unísono (en afinación estándar: eE - aA - dD - gG - b'b' - e'e'). El uso de diferentes acordes, así como de afinaciones abiertas (como open-G) o modales (como DADGAD) permiten alcanzar un efecto chorus dramáticamente intenso.
Este tipo de efecto chorus, que utiliza unísonos y octavas, también puede obtenerse de otros instrumentos cursados como el bajo sexto, el tiple colombiano, el bouzouki griego o el bağlama turco, entre otros.

### Mandolina
Los instrumentos de la familia de la mandolina poseen, por regla general, cuatro cursos pareados de cuerdas, cada uno de los cuales se afinan al unísono (a diferencia de la guitarra de 12 cuerdas y semejantes). En conjunto con su agudo sonido, su pequeño cuerpo, el uso de cuerdas metálicas y la técnica del trémolo, el efecto chorus le da a la mandolina su timbre característico.

### Laúd
Así como en la mandolina, los instrumentos de la familia de los laúdes (tanto de las variantes europeas como orientales) suelen poseer un número variado de cursos pareados de cuerdas afinadas al unísono. No obstante, tradicionalmente son encordados con materiales como tripa o nylon, cuerdas que, en conjunto con el efecto chorus natural, permiten obtener un sonido claramente diferente a los instrumentos de cuerdas metálicas, que puede describirse como "dulce" o "profundo".

### Órgano de tubos
En los órganos tubulares, existe un registro particular denominado voix céleste (del francés: voz celestial), consistente entre uno o dos rangos de tubos que se encuentran ligeramente desafinados con respecto de los demás rangos de tubos.

### Acordeón
De manera análoga al caso de los órganos tubulares, dos o tres bloques de lengüetas afinadas cercanamente a la misma frecuencia de cada nota produce el efecto chorus que es parte imprescindible del sonido del acordeón.

## El efectochorusen dispositivos electro-mecánicos
Un método electro-mecánico para obtener el efecto chorus es utilizando principios físicos como el efecto Doppler, tal como en el altavoz Leslie y derivados altavoces rotatorios. Aunque los primeros mecanismos fueron elaborados para simular el efecto fluctuante del mecanismo tremulant que poseían los órganos tubulares, por lo que funcionaban únicamente en un modo "tremolo" a una elevada velocidad, pronto se añadiría un segundo modo llamado "chorale" (del inglés: coral), de menor velocidad, con el fin de emular, en un órgano Hammond, la profundidad y variación natural de sonido percibida en los órganos tubulares. Sin embargo, en este tipo de efecto chorus entran en juego complejas y dramáticas modulaciones de amplitud, frecuencia y de fase, así como la distorsión armónica, en vez de la más "simple" combinación de sonidos ligeramente desafinados sonando al unísono, por lo que el resultado es muy diferente al que se obtiene por medio del registro voix céleste (así como de los otros tipos de chorus) del que se habló anteriormente.
A partir de los años '60, debido al particular efecto resultante, el uso del altavoz Leslie y dispositivos similares han sido ocupados por otros músicos ajenos al mundo de los órganos, como guitarristas, bajistas, e incluso vocalistas. También ha sido inspiración de unidades electrónicas de efectos de sonido, como el Uni-Vibe o los simuladores de altavoces rotatorios.
Otro método electro-mecánico requiere de tecnología analógica de grabación y reproducción musical, como vinilo y cintas. Estas últimas son sensibles a ciertos estímulos del ambiente, que pueden resultar en distorsiones de reproducción como warping en el primero y wow and flutter en las segundas. Esta última ha sido especialmente aprovechada en las máquinas de eco a cinta, así también en grabaciones de estudio analógicas.
Así, en estudio, específicamente en producciones antiguas y analógicas, el efecto chorus también puede obtenerse de maneras electro-mecánicas. Naturalmente, la manera más simple es que el músico grabe una pista y, posteriormente, grabe nuevamente la misma pista encima de la primera: las ligeras diferencias en la ejecución entre ambas pistas generan un efecto chorus natural (como si fueran dos músicos tocando los mismos al unísono). Este particular efecto chorus es conocido como doubling (del inglés: doblar) o double tracking (del inglés: doble pista). En los años 60, la experimentación llevada a cabo por la banda The Beatles perfeccionó estas técnicas en el Automatic Double Tracking (ADT), que se aplicó especialmente en las voces.

## El efectochorusen dispositivos electrónicos
Desde el principio de la tecnología electrónica aplicada a la música, diversas estrategias se han desarrollado para obtener el efecto chorus a través de estos medios. Por ejemplo, algunos modelos del órgano Hammond han sido fabricados con un circuito electrónico interno que replica el efecto característico del registro voix céleste de los órganos a tubos.
En los sintetizadores, por lo menos, desde el Moog Modular, el efecto chorus se puede aplicar mediante un control denominado detune, que activa un oscilador (u osciladores) que genera(n) una copia ligeramente desafinada de la señal original.
A mediados de los años 70, aparece uno de los primeros amplificadores con un efecto chorus incorporado, el Roland Jazz Chorus. De este amplificador, la corporación Roland, bajo la marca Boss, diseñaría y lanzaría uno de los primeros pedales de efecto chorus, el Boss CE-1 Chorus Ensemble. Aunque ambos dispositivos funcionan en estéreo y, en principio, estaban pensados para tecladistas (se puede comprobar fácilmente por la baja impedancia de entrada), serían los guitarristas quienes los popularizarían y masificarían. Frente a este escenario, Boss pronto lanzaría el modelo CE-2 Chorus Ensemble, específicamente fabricado para guitarristas (mayor impedancia de entrada, salida monaural y tamaño más reducido).
Durante los años 80 y 90, otros fabricantes lanzarían sus propios dispositivos de efecto chorus, ya sea en formato pedal, unidad de rack o como efecto añadido en un amplificador.

### Funcionamiento
A efectos técnicos, el chorus se puede obtener de dos maneras:

#### Chorus/vibrato
Esta es la forma más común en unidades chorus, debido a su mayor simpleza electrónica (pueden utilizarse circuitos análogicos, sin componentes digitales; aunque también hay muchos de estos últimos). Básicamente, consiste en la mezcla de la señal dry (seca, sin procesar) y la señal wet (húmeda, procesada); esta última señal es un vibrato. Para obtenerlo, a la copia de la señal seca se le aplica un breve delay (entre 10 y 30 milisegundos, aproximadamente), el cual es modulado por un oscilador de baja frecuencia (LFO, por sus siglas en inglés).
Aunque el efecto obtenido utilizando este método suena más auténtico que, por ejemplo, el "chorus" (en realidad, phaser) de un Uni-Vibe, cualitativamente es un sonido diferente al efecto chorus natural de dos o más voces sonando al unísono. Más bien, se puede apreciar un movimiento en el sonido que acompaña al sonido limpio, como efecto secundario del LFO, que suele ser muy apreciable cuando se aplican configuraciones extremas en los parámetros de la unidad (efecto conocido entre los músicos de habla inglesa como seasick) y cuando se utiliza distorsión (puede escucharse un sonido ondulante similar a un flanger). En realidad, las primeras unidades intentaban emular el sonido de los altavoces rotatorios usados en los órganos eléctricos (esto es algo muy visible en el Boss CE-1, el cual posee dos modos: chorus/vibrato), por lo que no es infrecuente su uso como "simulador de Leslie" entre guitarristas.

#### Doubling
Esta forma, más auténtica (natural) que la anterior, consiste en generar un efecto chorus sin la sensación de movimiento que poseen las unidades que siguen el modo tradicional, pero tienen un diseño electrónico más complejo y frecuentemente utilizan tecnología digital:
- En el caso analógico, menos común y ejemplificado en el Boss DC-2 Dimension C, se utilizan dos circuitos chorus tradicionales en paralelo, cuyos LFO se encuentran en desfase el uno del otro, a fin de reducir la percepción de movimiento.
- En el caso digital, más común, la señal procesada es genuinamente desafinada por cents respecto de la señal original. Es muy común encontrar esta forma en dispositivos de efecto pitch-shifting como el DigiTech Whammy. En algunos casos, se aplica un procesamiento adicional, a fin de simular una guitarra de 12 cuerdas, ejemplificado en el DigiTech Mosaic; a fin de simular el efecto doubling (del inglés: doblar) o el Automatic Double Tracking (ADT, técnica de estudio típica de las grabaciones de The Beatles, así como de artistas y productores influenciados por ellos), ejemplificado en el Strymon Deco; y a fin de simular estar tocando varias guitarras al unísono, ejemplificado en el TC Electronic Mimiq. Cabe destacar que la calidad del efecto depende tanto de la potencia del procesador digital de señales (DSP) como del uso moderado por el músico, según el estilo musical y sonido deseado.

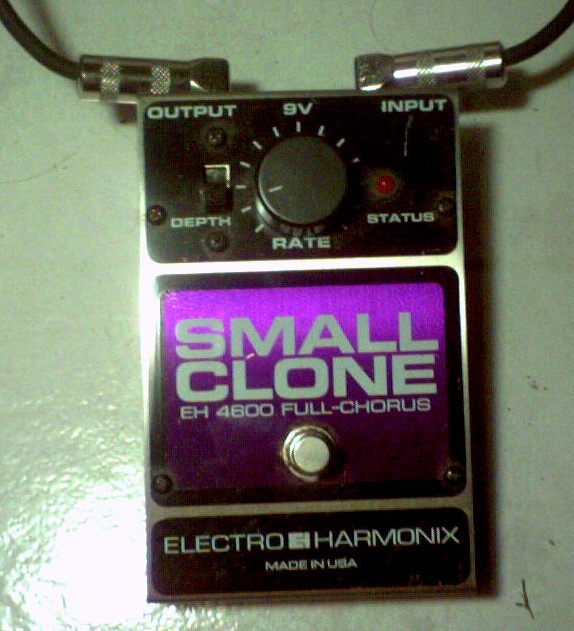
Dispositivos electrónicos, como el pedal de efecto de la imagen (un Electro-Harmonix Small Clone) han sido utilizados masivamente en la música popular desde los años 80.

### Parámetros comunes
El control que ofrecen las unidades electrónicas de efecto chorus pueden variar desde un simple potenciómetro (como en el MXR Micro Chorus) hasta complejos parámetros que pueden ser configurados inclusive mediante programación (como se puede encontrar en efectos VST o utilizando comandos Nyquist). A pesar de esta variabilidad, algunos controles se pueden encontrar con frecuencia:
- Volume (volumen): Controla el volumen de salida general. Esto ayuda a nivelar la señal tras el procesamiento, la que es afectada por los desfases de señal que son naturales del efecto.
- Speed o Rate (velocidad o tasa): Controla la velocidad o tasa a la que la forma de onda del LFO se repite. El aumento de la tasa es equivalente a la compresión de la forma de onda LFO en el tiempo, lo que lo hace más empinada, resultando en una mayor modulación del tono. Las frecuencias de los LFO generalmente están entre los 0.1 y 8 hercios.
- Depth, Intensity, Width o Detune (profundidad, intensidad, anchura o desafinación): Controla la magnitud del efecto chorus, esto es, cuán intenso, profundo o ancho es el vibrato de la señal húmeda, o bien, cuán desafinada es la copia de la señal original.
- Dry/Wet (seca/húmeda): Controla la proporción entre la señal sin efecto y la señal con efecto. Es frecuente encontrarle en efectos de estudio, así como en equipamiento para bajistas.
- Delay (retraso): Controla la cantidad de retraso utilizado, es decir el tiempo mínimo de retarde que se utiliza. Los valores de retraso deben ser entre 10 y 30 milisegundos.
- LFO shape (forma de onda del LFO): Este parámetro muestra como el delay cambia a lo largo del tiempo y de que forma. Generalmente, los pedales de chorus clásicos utilizan una forma de onda triangular, aunque también se pueden encontrar variantes sinusoidales, cuadradas o diente de sierra.
- Voices (número de voces): Normalmente, un chorus de múltiples voces utiliza un único LFO para todas las voces, pero cada voz tiene una fase diferente. Esto significa que en cualquier momento, cada voz se encuentra en un punto diferente a lo largo de la forma de onda, por lo que tienen diferentes tiempos de retraso.